# Luigi Angeletti
Luigi Angeletti (Greccio, 20 maggio 1949) è un ex politico ed ex sindacalista italiano.

## Biografia

### Primi passi
Ha lavorato per lungo tempo presso la O.M.I. (Ottica Meccanica Italiana) un'azienda metalmeccanica di Roma, della quale era delegato sindacale. In questa azienda inizia la sua militanza sindacale che lo porterà alla segreteria della UIL, organizzazione a lui congeniale in quanto allora vicina al partito socialista.
Dal 1975 al 1980 ricopre la carica di Segretario Provinciale della Uilm e della FLM di Roma. Ha anche militato nel Partito Socialista Italiano.

### Segreteria Uilm
Nel 1980 viene eletto nella Segreteria Nazionale della Uilm, divenendone Segretario Generale nel febbraio del 1992; in questo ruolo, nel luglio 1994, realizza il primo rinnovo del contratto dei metalmeccanici senza una sola ora di sciopero. Ancora come Segretario Generale della Uilm è fra i promotori e fondatori del fondo di previdenza complementare della categoria dei metalmeccanici CO.ME.TA (1997). La sua segreteria alla Uilm fu anche segnata dall'attivo sostegno alla nascita dello stabilimento Fiat di Melfi all'epoca uno dei più avanzati in Europa.

### Segreteria UIL
Nel 1998 viene eletto Segretario Confederale UIL. Nel suo nuovo incarico si occupa di politiche contrattuali e politiche industriali per tutti i settori dell'industria e dell'artigianato facenti parte della confederazione.
Il 13 giugno 2000 viene eletto Segretario Generale della UIL e resta in carica fino al 21 novembre 2014 quando gli succede Carmelo Barbagallo.

## Altre attività
Angeletti è anche membro dell'Esecutivo della Confederazione Europea dei Sindacati (CES) e Consigliere del Consiglio Nazionale dell'Economia e del Lavoro (CNEL), nel 2013 ha collezionato il 100% di assenze (12 assenze su 12 mesi).